# Världscupen i nordisk kombination 2009/2010
Världscupen i nordisk kombination 2009/2010 var en internatiolell tävling i nordisk kombination, tävlingarna arrangeras av FIS. Världscupen inleds i Kuusamo, Finland 28 november 2009 och avslutasde 14 mars 2010 i Oslo, Norge.
Den 27 november 2009 meddelade FIS att deltävlingarna i Norge den 5-6 december 2009 flyttats från Trondheim till Lillehammer på grund av för årstiden varmt väder och snöbrist i Trondheim.
Den 4 december 2009 meddelades att deltävlingarna i Harrachov 12-13 december 2009 avbröts på grund av värme och snöbrist. Den 6 december 2009 sågs möjligheten att hålla en världscupdeltävling i bachoppning och en i nordisk komvination i Harrachov den 15-16 december 2009. Beslut skulle tas den 9 december 2009 klockan 12.00 CET. Den 8 december 2009 meddelades dock att inga deltävlingar skulle hållas i Harrachov, utan i stället en tredje deltävling den 18 december 2009 i Ramsau am Dachstein. Den 8 december 2009 lades schemat för deltävlingarna i Ramsau den 18 december 2009.

## Resultat
| Datum | Ort                    | Disciplin             | Etta                                                               | Tvåa                                                                             | Trea                                                                        |
| --- | ---------------------- | --------------------- | ------------------------------------------------------------------ | -------------------------------------------------------------------------------- | --------------------------------------------------------------------------- |
| 28 november 2009 | Kuusamo, Finland       | HS142 / 10 km         | Jason Lamy Chappuis (FRA)                                          | Hannu Manninen (FIN)                                                             | Eric Frenzel (GER)                                                          |
| 29 november 2009 | Kuusamo, Finland       | HS142 / 10 km         | Hannu Manninen (FIN)                                               | Tino Edelmann (GER)                                                              | Eric Frenzel (GER)                                                          |
| 5 december 2009 | Lillehammer, Norge     | HS138 / 10 km         | Jason Lamy Chappuis (FRA)                                          | Petter Tande (NOR)                                                               | Eric Frenzel (GER)                                                          |
| 6 december 2009 | Lillehammer, Norge     | HS138 / 10 km         | Tino Edelmann (GER)                                                | Anssi Koivuranta (FIN)                                                           | Jason Lamy Chappuis (FRA)                                                   |
| 12 december 2009 | Harrachov, Tjeckien    | HS142 / 4x 5 km lag   | Uppskjuten på grund av snöbrist och värme.                         | Uppskjuten på grund av snöbrist och värme.                                       | Uppskjuten på grund av snöbrist och värme.                                  |
| 13 december 2009 | Harrachov, Tjeckien    | HS142 / 10 km         | Uppskjuten på grund av snöbrist och värme                          | Uppskjuten på grund av snöbrist och värme                                        | Uppskjuten på grund av snöbrist och värme                                   |
| 18 december 2009 | Ramsau, Österrike      | HS98 / 10 km          | Jason Lamy Chappuis (FRA)                                          | Felix Gottwald (AUT)                                                             | Magnus Moan (NOR)                                                           |
| 19 december 2009 | Ramsau, Österrike      | HS98 / 10 km          | Jason Lamy Chappuis (FRA)                                          | Tino Edelmann (GER)                                                              | Alessandro Pittin (ITA)                                                     |
| 20 december 2009 | Ramsau, Österrike      | HS98 / 10 km          | Björn Kircheisen (GER)                                             | Magnus Moan (NOR)                                                                | Felix Gottwald (AUT)                                                        |
| 2 januari 2010 | Oberhof, Tyskland      | HS140 / 10 km         | Hannu Manninen (FIN)                                               | Felix Gottwald (AUT)                                                             | Jason Lamy Chappuis (FRA)                                                   |
| 3 januari 2010 | Oberhof, Tyskland      | HS140 / 10 km         | Johnny Spillane (USA)                                              | Felix Gottwald (AUT)                                                             | Björn Kircheisen (GER)                                                      |
| 9 januari 2010 | Val di Fiemme, Italien | HS134 / 10 km         | Felix Gottwald (AUT)                                               | Magnus Moan (NOR)                                                                | Eric Frenzel (GER)                                                          |
| 10 januari 2010 | Val di Fiemme, Italien | HS134 / 10 km         | Bill Demong (USA)                                                  | Todd Lodwick (USA)                                                               | Eric Frenzel (GER)                                                          |
| 16 januari 2010 | Chaux-Neuve, Frankrike | HS100 / 10 km         | Magnus Moan (NOR)                                                  | Jason Lamy Chappuis (FRA)                                                        | Todd Lodwick (USA)                                                          |
| 17 januari 2010 | Chaux-Neuve, Frankrike | HS100 / 10 km         | Magnus Moan (NOR)                                                  | Jason Lamy Chappuis (FRA)                                                        | Mario Stecher (AUT)                                                         |
| 23 januari 2010 | Schonach, Tyskland     | HS96 / 10 km          | Jason Lamy Chappuis (FRA)                                          | Pavel Churavy (CZE)                                                              | Alessandro Pittin (ITA)                                                     |
| 24 januari 2010 | Schonach, Tyskland     | HS96 / 4 x 5 km lag   | Tyskland Georg Hettich Eric Frenzel Björn Kircheisen Tino Edelmann | Frankrike Sebastien Lacroix Maxime Laheurte Jonathan Felisaz Jason Lamy-Chappuis | Österrike Lukas Klapfer Wilhelm Denifl Marco Pichlmayer Tobias Kammerlander |
| 30 januari 2010 | Seefeld, Österrike     | HS100 / 10 km         | Eric Frenzel (GER)                                                 | Mario Stecher (AUT)                                                              | Akito Watabe (JPN)                                                          |
| 31 januari 2010 | Seefeld, Österrike     | HS100 / 10 km         | Mario Stecher (AUT)                                                | Eric Frenzel (GER)                                                               | Alessandro Pittin (ITA)                                                     |
| 12 till 28 februari 2010 olympiska vinterspelen 2010 i Vancouver, Kanada (Tävlingarna hålls i Whistler, British Columbia.) |                        |                       |                                                                    |                                                                                  |                                                                             |
| 5 mars 2010 | Lahtis, Finland        | HS130 / 10 km         | Magnus Moan (NOR)                                                  | Hannu Manninen (FIN)                                                             | Tino Edelmann (GER)                                                         |
| 6 mars 2010 | Lahtis, Finland        | HS130 / 10 km         | Hannu Manninen (FIN)                                               | Felix Gottwald (AUT)                                                             | Jason Lamy Chappuis (FRA)                                                   |
| 13 mars 2010 | Oslo, Norge            | HS 134 / 4 x 5 km lag | Norge Petter Tande Mikko Kokslien Jan Schmid Magnus Moan           | Österrike Bernhard Gruber David Kreiner Felix Gottwald Mario Stecher             | Tyskland Johannes Rydzek Georg Hettich Eric Frenzel Tino Edelmann           |
| 14 mars 2010 | Oslo, Norge            | HS 134 / 10 km        | Jason Lamy Chappuis (FRA)                                          | Felix Gottwald (AUT)                                                             | Magnus Moan (NOR)                                                           |

## Ställning

### Totalt
| Placering | Deltagare                 | Poäng |
| --------- | ------------------------- | ----- |
| 1.        | Jason Lamy-Chappuis (FRA) | 1155  |
| 2.        | Felix Gottwald (AUT)      | 879   |
| 3.        | Magnus Moan (NOR)         | 747   |
| 4.        | Eric Frenzel (GER)        | 697   |
| 5.        | Tino Edelmann (GER)       | 641   |
| 6.        | Mario Stecher (AUT)       | 635   |
| 7.        | Pavel Churavý (CZE)       | 512   |
| 8.        | Hannu Manninen (FIN)      | 474   |
| 9.        | Johnny Spillane (USA)     | 465   |
| 10.       | Björn Kircheisen (GER)    | 463   |

| Placering | Deltagare               | Poäng |
| --------- | ----------------------- | ----- |
| 11.       | Anssi Koivuranta (FIN)  | 433   |
| 12.       | Bill Demong (USA)       | 423   |
| 13.       | Alessandro Pittin (ITA) | 391   |
| 14.       | Petter Tande (NOR)      | 360   |
| 15.       | Todd Lodwick (USA)      | 347   |
| 16.       | Bernhard Gruber (AUT)   | 311   |
| 17.       | Jan Schmid (NOR)        | 288   |
| 18.       | Akito Watabe (JPN)      | 285   |
| 18.       | David Kreiner (AUT)     | 285   |
| 20.       | Janne Ryynänen (FIN)    | 263   |

| Placering | Deltagare                | Poäng |
| --------- | ------------------------ | ----- |
| 21.       | Christoph Bieler (AUT)   | 258   |
| 22.       | Norihito Kobayashi (JPN) | 241   |
| 23.       | Wilhelm Denifl (AUT)     | 204   |
| 24.       | Ronny Heer (SUI)         | 198   |
| 25.       | Johannes Rydzek (GER)    | 197   |
| 26.       | Mikko Kokslien (NOR)     | 172   |
| 27.       | Seppi Hurschler (SUI)    | 161   |
| 28.       | Sébastien Lacroix (FRA)  | 154   |
| 29.       | Tomaz Druml (AUT)        | 152   |
| 30.       | François Braud (FRA)     | 150   |
| 30.       | Taihei Kato (JPN)        | 150   |

### Nationscupen
| Placering | Land      | Poäng |
| --------- | --------- | ----- |
| 1.        | Österrike | 3562  |
| 2.        | Tyskland  | 3068  |
| 3         | Norge     | 2164  |
| 4.        | Frankrike | 2115  |
| 5.        | USA       | 1450  |
| 6.        | Finland   | 1286  |
| 7.        | Tjeckien  | 1065  |
| 8.        | Japan     | 906   |
| 9.        | Italien   | 735   |
| 10.       | Schweiz   | 694   |